# Cadena Local TV
Cadena Local TV, anteriorment Local Media TV, és una agrupació de televisions locals d'Espanya creada el 1994, i no emet programació pròpia als Països Catalans.